# Piles (kommun)
Piles är en kommun i Spanien.   Den ligger i provinsen Província de València och regionen Valencia, i den östra delen av landet, 300 km sydost om huvudstaden Madrid. Antalet invånare är 2 877. Arean är 3,9 kvadratkilometer. Piles gränsar till L'Alqueria de la Comtessa, Miramar, Oliva och Palmera. 
Terrängen i Piles är mycket platt.